# Antonio Maria Viani

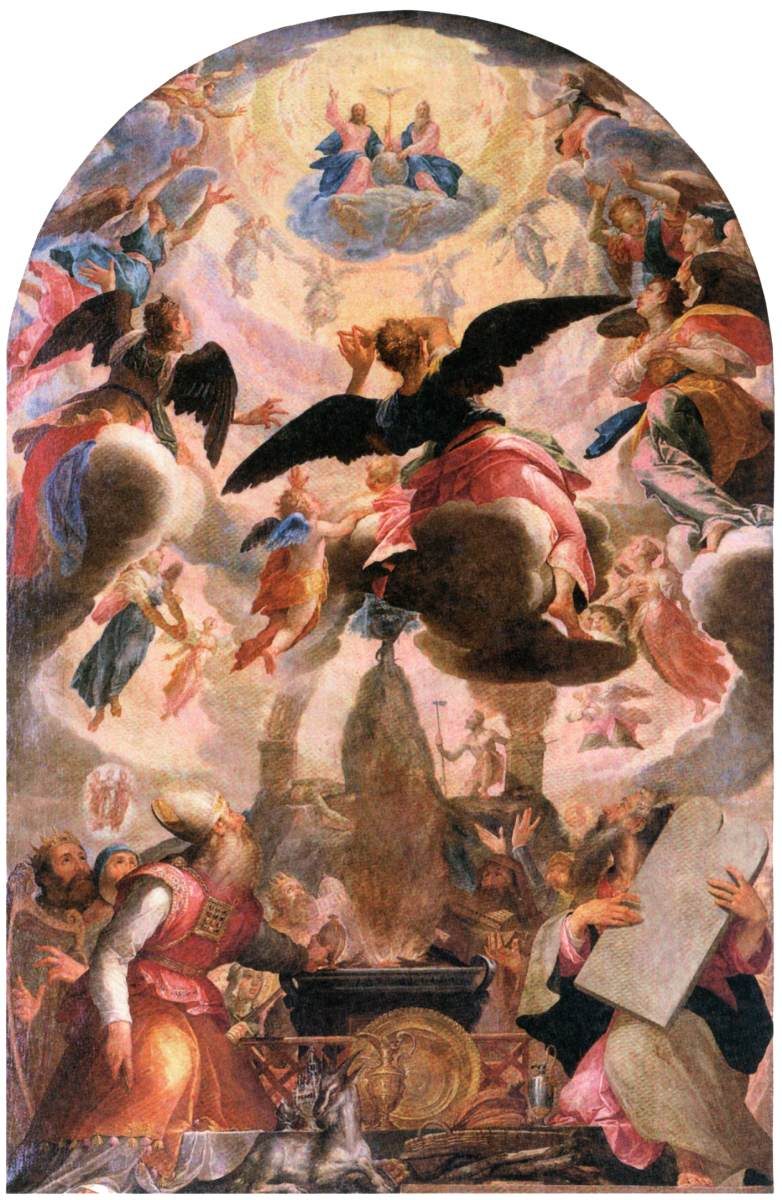
Antonio Maria Viani: Opfer des Alten Bundes (oder Hl. Dreieinigkeit), 1588–89, St. Michael, München

Antonio Maria Viani, genannt Vianino (* ca. 1555–1560 in Cremona; † 1629 in Mantua) war ein italienischer Maler und Architekt des späten Manierismus im Übergang zum Frühbarock. In München war er auch unter dem Namen Viviani bekannt.

## Leben
In Cremona war er ein Schüler von Giulio Campi. Ein signiertes und datiertes Frühwerk von Viani ist seine 1582 entstandene Madonna mit Kind (auch: Santa Maria di Portici) für die Kirche San Domenico in Cremona.
Von 1586 bis 1592 arbeitete er in München am Hofe Wilhelm V. unter Friedrich Sustris und Peter Candid (Peter de Witte) im Antiquarium und in der Grottenhalle der Residenz. Viani war auch Schwiegersohn von Sustris, er heiratete dessen Tochter Livia. Für die Münchner Jesuitenkirche St. Michael malte er die Altarbilder Opfer des Alten Bundes (oder Hl. Dreieinigkeit), Opfer des Neuen Bundes (oder Verehrung des Namens Jesu) und möglicherweise auch die ganz anders geartete Schlüsselübergabe an Petrus (1587; nur zugeschrieben).
1592 berief ihn Vincenzo I. Gonzaga nach Mantua und ernannte ihn später zum „Präfekten der staatlichen Baustellen“ („prefetto delle fabbriche di stato“). Als Szenograph schuf Viani auch Bühnenbilder für Theaterstücke und Opern.

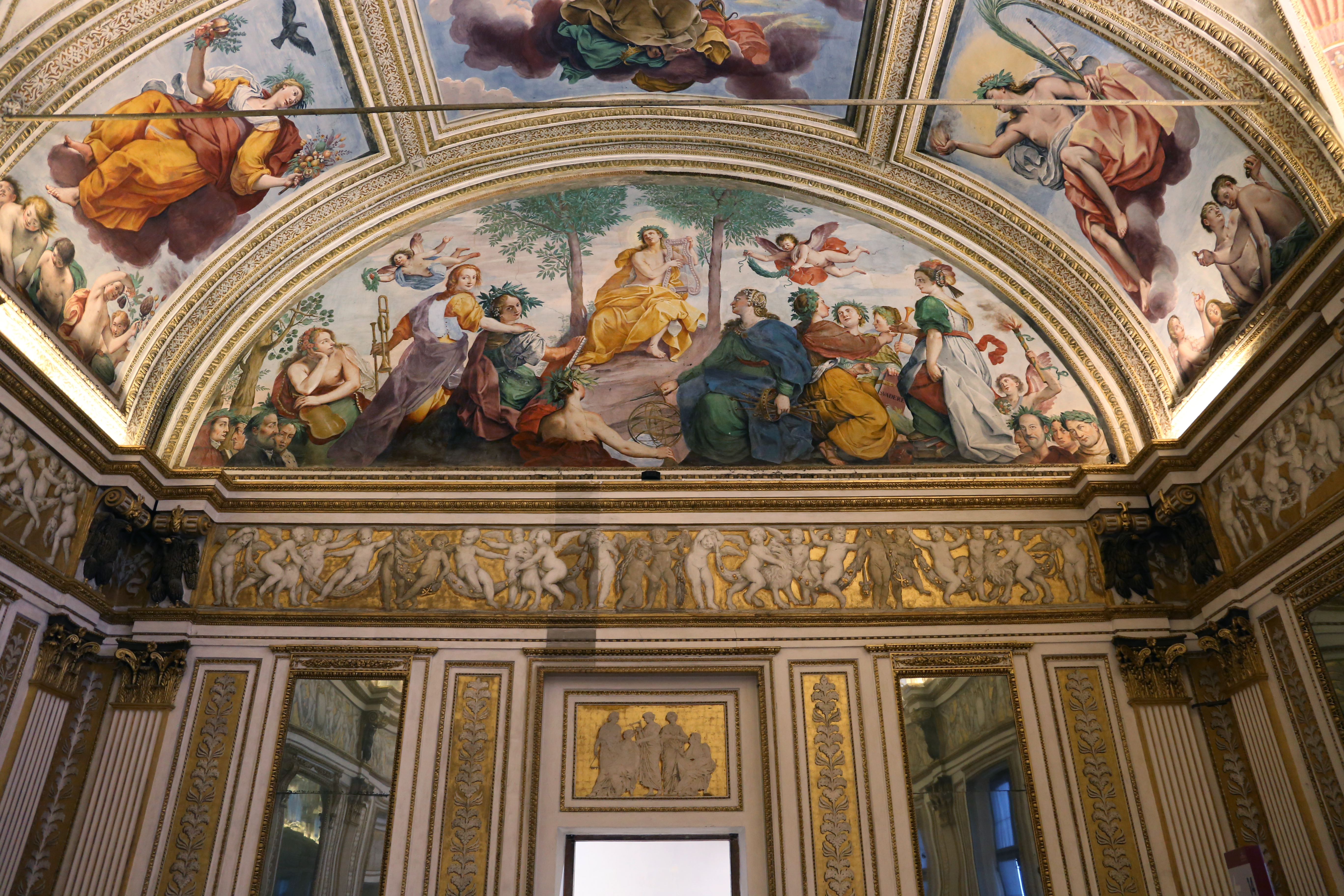
Anton Maria Viani und Werkstatt: Apollo und die Musen auf dem Parnass, ca. 1618, Sala degli specchi, Palazzo Ducale, Mantua

Verschiedene Gemälde Vianis befinden sich im Palazzo Ducale von Mantua und in der Kirche Sant’Andrea. Zu seinen malerischen Hauptwerken zählen das Kuppelfresko des Jüngsten Gerichts in der Kirche San Pietro del Po in Cremona und sehr wahrscheinlich die Gewölbefresken in der Apsis des Doms zu Mantua, die lange als Werk von Domenico Fetti galten.
Er entwarf 1613 auch die Villa Arrigona.
Viani arbeitete auch für Maurizio di Savoia, der bei ihm 1622 ein Altarbild des Erzengels Michael für die Abteikirche der Sacra di San Michele im Susatal in Auftrag gab.
Als Architekt wirkte Antonio Maria Viani jahrzehntelang am Palazzo Ducale von Mantua und baute, nach Plänen von Leon Battista Alberti, Querschiff, Chorraum und Krypta der Kirche Sant’Andrea (1597–1600). Weitere architektonische Hauptwerke Vianis sind Kirche und Konvent Sant’Orsola in Mantua (1608), sowie die Villa Ducale in Maderno am Gardasee (1603).
Ende des 20. Jahrhunderts wurde ein umfangreicher Bestand von Zeichnungen Vianis in der Sammlung Clary-Aldringen in Böhmen entdeckt.